# Gemeinde Zülz
Die Gemeinde Zülz, polnisch Gmina Biała ist eine Stadt- und Landgemeinde im Powiat Prudnicki der Woiwodschaft Opole in Polen. Ihr Verwaltungssitz ist die gleichnamige Stadt mit etwa 2500 Einwohnern.
Die Gemeinde ist seit 2006 amtlich zweisprachig (polnisch und deutsch).

## Geographie und Verkehr
Die Gemeinde liegt in Oberschlesien 30 km südwestlich der Woiwodschaftshauptstadt Opole (Oppeln). Die Kreisstadt Prudnik (Neustadt) liegt wenige Kilometer in südwestlicher Richtung. Zu den Gewässern gehört der Fluss Biała (Zülzer Wasser).
Die Stadt liegt an der Woiwodschaftsstraße DW 414. Personen- und Bahnverkehr wurden auf der Strecke Prudnik–Krapkowice 1991–1992 eingestellt.

## Geschichte
Seit 2006 ist die Gemeinde amtlich zweisprachig, weswegen 2008 zweisprachige Ortsbezeichnungen eingeführt wurden.

### Bevölkerung
Die Bevölkerung der Gemeinde Zülz nach Nationalitäten laut der letzten polnischen Volkszählung 2002.
| Nationalitäten der Gemeinde Zülz |        |        |
| Nationalität                     | Anzahl | Anteil |
| Polnisch                         | 5830   | 48,0 % |
| Deutsch                          | 5191   | 42,7 % |
| „Schlesisch“                     | 571    | 4,7 %  |
| keine Angabe                     | 536    | 4,4 %  |

## Politik

### Bürgermeister
An der Spitze der Stadtverwaltung steht der Bürgermeister. Seit 2015 ist dies Edward Plicko. Die turnusmäßige Wahl im April 2024 brachte folgendes Ergebnis:
- Edward Plicko (Wahlkomitee Edward Plicko) 45,5 % der Stimmen
- Damian Tarnowski (Schlesische Kommunalverwaltung) 29,6 % der Stimmen
- Dawid Pientko (Wahlkomitee „Freundliche Gemeinde – Unsere Zukunft“) 17,7 % der Stimmen
- Kamil Wiertelarz (Wahlkomitee „Gemeinwohl der Gmina Biała“) 7,2 % der Stimmen

In der damit notwendigen Stichwahl wurde Plicko mit 60,8 % der Stimmen gegen Tarnowski, den Kandidaten der Deutschen Minderheit, wiedergewählt.
Die turnusmäßige Wahl im Oktober 2018 brachte folgendes Ergebnis:
- Edward Plicko (Wahlkomitee Edward Plicko) 68,4 % der Stimmen
- Robert Roden (Wahlkomitee Deutsche Minderheit) 31,6 % der Stimmen

Damit wurde Plicko bereits im ersten Wahlgang wiedergewählt.

### Stadtrat
Der Stadtrat besteht aus 15 Mitgliedern und wird direkt in Einpersonenwahlkreisen gewählt. Die Stadtratswahl 2024 führte zu folgendem Ergebnis:
- Schlesische Kommunalverwaltung (Deutsche Minderheit) 38,7 % der Stimmen, 11 Sitze
- Wahlkomitee Edward Plicko 34,3 % der Stimmen, 1 Sitz
- Wahlkomitee „Freundliche Gemeinde – Unsere Zukunft“ 18,4 % der Stimmen, 3 Sitze
- Wahlkomitee „Gemeinwohl der Gmina Biała“ 8,7 % der Stimmen, kein Sitz

Die Stadtratswahl 2018 führte zu folgendem Ergebnis:
- Wahlkomitee Edward Plicko 54,5 % der Stimmen, 11 Sitze
- Wahlkomitee Deutsche Minderheit 26,2 % der Stimmen, 2 Sitze
- Wahlkomitee „Unsere Erde“ 12,8 % der Stimmen, 2 Sitze
- Sojusz Lewicy Demokratycznej (SLD) / Lewica Razem (Razem) 3,0 % der Stimmen, kein Sitz
- Übrige 3,5 % der Stimmen, kein Sitz

### Partnerstädte und -gemeinden
- Marienheide, Nordrhein-Westfalen, Deutschland
- Město Albrechtice, Tschechien
- Vlčice, Okres Jeseník, Tschechien.

## Gliederung
Die Stadt- und Landgemeinde Zülz umfasst ein Gebiet von 195,8 km², auf dem etwa 10.700 Einwohner leben. Sie umfasst die Orte:
| - Altzülz (Solec) - Bresnitz (Brzeźnica; 1936–1945: Brese) - Dambine (Dębina; 1936–1945: Klein Eichen) - Ellguth (Ligota Bialska) - Ernestinenberg (Górka Prudnicka) - Grabine (Grabina; 1936–1945 Gershain) - Groß Pramsen (Prężyna) - Josefsgrund (Józefów) - Neuhof (Józefówek) - Kohlsdorf (Kolnowice) - Krobusch (Krobusz; 1936–1945: Krähenbusch) mit - Ziabnik (Żabnik; 1936–1945: Froschweiler) - Laskowiec (Haselvorwerk) - Legelsdorf (Ogiernicze) - Lonschnik (Łącznik; 1936–1945: Wiesengrund O.S.) - Mokrau (Mokra; 1936–1945: Nassau O.S.) | - Mühlsdorf (Miłowice) - Neudorf (Nowa Wieś Prudnicka) - Olbersdorf (Olbrachcice) - Ottok (Otoki; 1936–1945: Auenwalde) - Pogosch (Pogórze; 1936–1945: Brandewalde) mit - Fronzke (Frączki; 1936–1945: Frankhäuser) - Probnitz (Browiniec Polski; 1936–1945: Proben) - Radstein (Radostynia) - Rosenberg (Rostkowice) - Schartowitz (Czartowice; 1936–1945 Fichtenwalde O.S.) - Schelitz (Chrzelice) - Schmitsch (Śmicz; 1936–1945: Lößtal) - Simsdorf (Gostomia) - Waschelwitz (Wasiłowice; 1936–1945: Tiefengrund) - Wilkau (Wilków; 1936–1945: Willenau) - Zülz (Biała) |

Der Ort Czyżowice (Zeiselwitz) wurde in den 1990er Jahren aus der Gemeinde Biała in die Gemeinde Prudnik umgegliedert.